# Districte de Namarroi
El districte de Namarroi és un districte de Moçambic, situat a la província de Zambézia. Té una superfície de 3.071 kilòmetres quadrats. En 2007 comptava amb una població de 125.999 habitants. Limita al nord amb el districte de Gurué, a l'oest amb el districte de Milange, al sud i sud-oest amb el districte de Lugela i a l'est amb el districte d'Ile.

## Divisió administrativa
El districte està dividit en dos postos administrativos (Regone i Namarroi), compostos per les següents localitats:
- Posto Administrativo de Namarroi:
  - Lipilali
  - Marea
  - Mudine
  - Muemue
  - Namarroi
- Posto Administrativo de Regone:
  - Mutatala
  - Regone